# Croix de saint Thomas

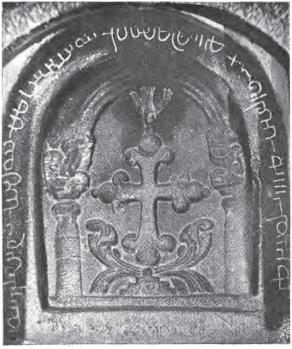
La croix de saint Thomas, sculptée au VIIe siècle dans une pierre noire. Cette croix se trouve dans l'église Notre-Dame-d’Espérance, construite au sommet du mont Saint-Thomas, à Chennai (Inde).

La Croix de Saint-Thomas est un très ancien symbole religieux des chrétiens orientaux de l’Inde du Sud. Tirant son origine (d’après une tradition non vérifiable) de l’apôtre saint Thomas lui-même, elle fut en usage fréquent au Kerala jusqu’à l’arrivée des Portugais (XVIe siècle) et la latinisation forcée de l’Église qui s’ensuivit. Une croix en pierre noire datant du VIe ou VIIe siècle fut redécouverte en 1547 au mont Saint-Thomas, à Mylapore (Chennai), et est devenue progressivement l’emblème du christianisme en Inde.

## Description
Sculptée dans une pierre noire la croix, qui est de forme latine (c’est-à-dire, la branche inférieure étant plus longue que les trois autres), est érigée au cœur d’une fleur de lotus et a ses trois extrémités lobées. Une colombe (image du Saint-Esprit) touche de son bec l’extrémité supérieur de la croix. En arc autour de la croix se lit une inscription en palhévie dont la traduction approximative est : « Par la croix en châtiment a souffert l’Unique, qui est le véritable Christ, Dieu supérieur et guide toujours pur. » Langue et caractères permettent de la dater du VIe ou VIIe siècle.
La croix de Saint-Thomas la plus ancienne (et associée directement à l’apôtre Saint Thomas) se trouve dans la petite église Notre-Dame-d’Espérance construite au sommet du Mont Saint-Thomas, à Chennai en Inde. Considérée comme la plus ancienne croix de l’Inde elle est objet de grande vénération. 
Une autre croix quasi identique est conservée dans une ancienne église de Kottayam, au Kerala. Elle porte la même inscription palhevie.  Une troisième croix, qui se trouve dans la même église, porte le deuxième stique de ladite inscription pahlevie, précédé de Gal 6,14, en syriaque, écrit dans un caractère estrangelo du Xe siècle : « Puissé-je ne me glorifier que dans la croix de Notre-Seigneur Jésus-Christ, qui est le véritable Messie, Dieu supérieur et Esprit-Saint.»

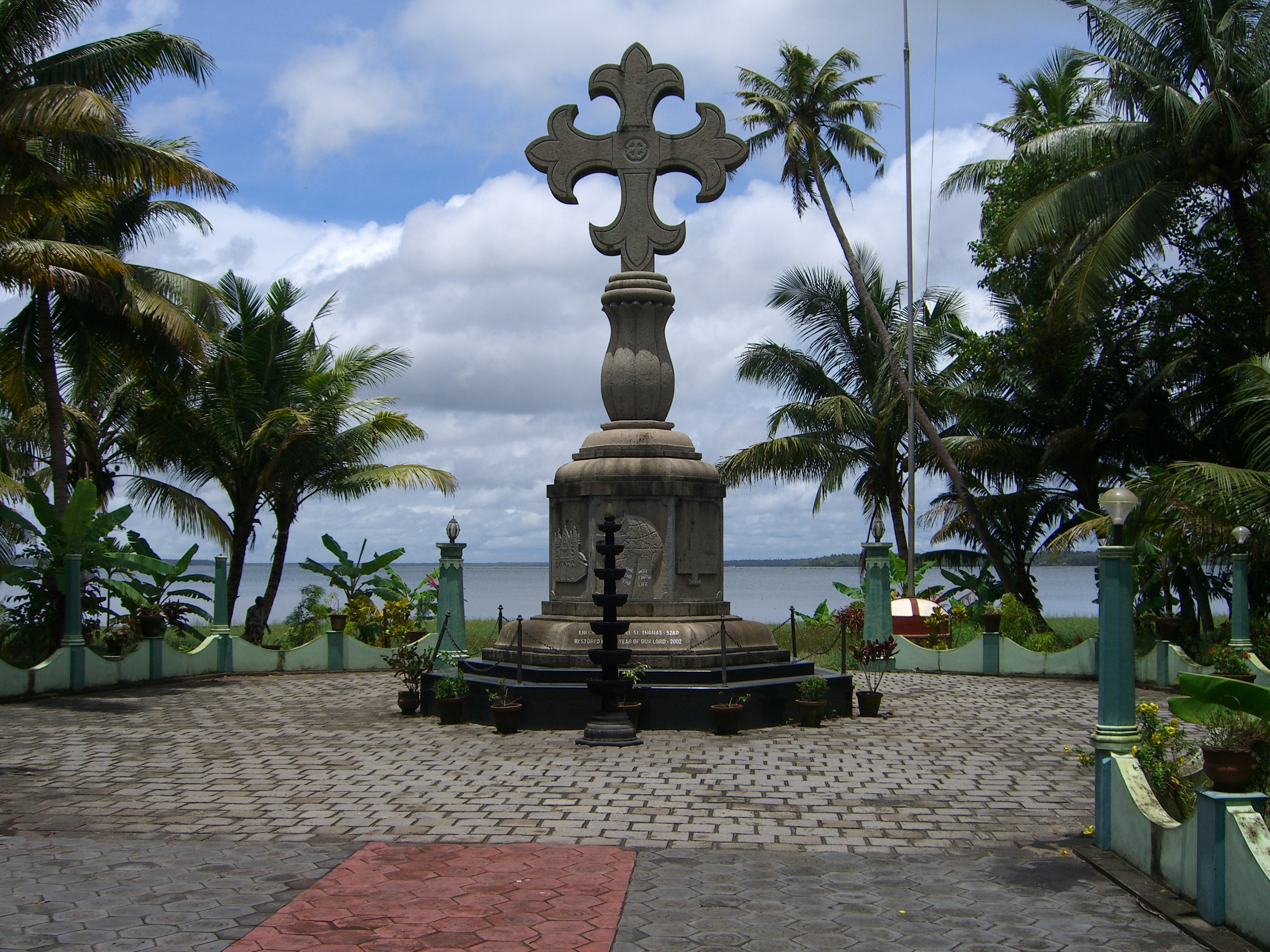
En bord de mer, au Kerala : la croix de Saint-Thomas.

## Origine et histoire
Une légende assure que l’apôtre saint Thomas qui visita le Kerala et la région de Chennai dans les années 60 de l’ère chrétienne aurait ciselé cette croix de ses ongles mêmes. La croix aurait saigné durant 300 ans.
La présence très ancienne de chrétiens dans les régions méridionales de l’Inde est attestée par plusieurs documents, en particulier par l’évêque arien Théophile l'Indien (mort en 364) envoyé par l’empereur Constantin qui, s’il réforma quelques coutumes, estima qu’il n’y avait rien à redire à la doctrine pratiquée par les chrétiens de Malabar.
D’après le témoignage de prélats de Mésopotamie visitant les communautés chrétiennes au Malabar l’utilisation de la Croix de Saint-Thomas se répand au rythme du développement de l’Église, cela au moins jusqu’au VIIe siècle. C’est le symbole le plus important des chrétiens de saint Thomas (ou ‘’Nasranis’’), et peut-être même unique.  D’après J. Raulin, jusqu’au XVIe siècle, elle était l’unique symbole religieux dans les églises des chrétiens de saint Thomas. 
Ce que confirme Antonio Gouvea qui, dans son ouvrage ‘Jornada do arcepispo de Goa, …’ (1606) écrit que les églises sont remplies de croix semblables à celle découverte à Mylapore. Il ajoute que la vénération de la Croix est une ancienne coutume au Malabar. Gouvea est le premier à identifier cette croix comme étant la ‘Croix de Saint-Thomas’. 
Avec le Synode de Diamper (convoqué par l’archevêque de Goa) en 1599 et le ralliement contraint d’une partie des chrétiens de saint Thomas à l’Église latine, une latinisation massive et forcée entraina la disparition ou destruction d’un grand nombre de ces croix : elles sont remplacées par le crucifix. La croix de Mylapore échappe à la destruction car elle est directement associée à l’apôtre Saint Thomas lui-même et, ayant émis du sang, est considérée comme ayant des propriétés miraculeuses.